# Gunnar Harding
Gunnar Harding, né le 11 juin 1940  à Sundsvall, est un écrivain, poète, traducteur et critique suédois.

## Biographie
Il obtient le prix Bellman en 1992 et le prix Dobloug en 2011.

## Œuvres traduites en français
- La Fabuleuse Existence de Guillaume Apollinaire [« Guillaume Apollinaires fantastiska liv »], trad. de Jacques Outin, Castelnau-le-Lez, France, Éditions Climats, 1990, 77 p.  (ISBN 2-907563-23-8)